# Il burbero
Pour plus de détails, voir Fiche technique et Distribution.
Il burbero est une comédie d'aventures italienne réalisée par Castellano et Pipolo et sortie en 1986.

## Synopsis
1986. Mary Cimino, une jolie serveuse italo-américaine travaillant à New York, reçoit un appel téléphonique de Florence de son nouveau mari Giulio Machiavelli, qui l'invite à le rejoindre car il est devenu très riche à la suite d'une grosse affaire.
La jeune femme veut partir immédiatement, mais elle a des problèmes avec l'avion, car il n'y a plus de places. Mais elle insiste tellement qu'elle réussit à obtenir une place auprès d'un avocat florentin bourru et misogyne, Tito Torrisi, qui, pour des raisons de commodité et pour ne pas avoir de voisins grincheux, achète toujours deux billets l'un à côté de l'autre. Mary arrive ainsi à Florence, mais son mari n'est pas là pour l'attendre.
Arrivée à l'hôtel, Mary est attaquée par l'une des ex-complices de son mari, mais elle est sauvée par hasard par un certain Tito qui est venu chercher sa valise, confondue à l'aéroport avec celle de Mary. Tito et Mary sortent alors dans la rue pour retrouver le mari qui, se rendant compte qu'il est suivi par les trois anciens complices, fait semblant de ne pas reconnaître sa femme et tente de s'enfuir. Lorsqu'il est rattrapé, il préfère avaler une pilule et se suicider. Mary est prévenue par Torrisi lui-même, qui est alors contraint, malgré lui, de l'aider.
Tito découvre que Giulio a réalisé un vol avec trois complices, qu'il a ensuite trahi en s'enfuyant avec un butin de 15 milliards de lires. Les anciens complices veulent alors le retrouver pour le faire payer, et tentent d'obtenir des informations sur le butin auprès de sa femme : celle-ci ne sait rien.
Mary reçoit une lettre recommandée avec une carte aux dessins étranges. En les suivant, ils sont rattrapés par les trois bandits, qui parviennent à s'échapper en les mettant sur une fausse piste. Commence alors la recherche du trésor avec les trois malfrats à leurs trousses, jusqu'à ce que Tito parvienne à déchiffrer l'énigme, découvrant que la carte a été dessinée par Julius pour se débarrasser de ses complices. Le point d'arrivée est une salle du Palazzo Tolomei, à Sienne, dans laquelle est cachée une ancienne prison, à l'intérieur de laquelle Tito parvient à enfermer les trois malfrats.
De retour dans le bureau, Tito découvre que le véritable trésor est caché derrière la carte au trésor, un tableau ancien d'une valeur inestimable (à ce stade, il y a une inexactitude car Tito déclare à Marie qu'il s'agit d'un tableau du XIVe siècle alors qu'il s'agit de la Vierge au chardonneret de Raphaël Sanzio, peinte au XVIe siècle).
Giulio arrive, ayant échappé à la mort grâce à un sérum contre-poison qui lui a été donné par le gardien du cimetière, avec l'intention de reprendre le tableau, et propose à sa femme de partir avec lui avec l'argent obtenu de la vente du tableau. Mais Mary aime désormais Tito.
Les deux hommes s'affrontent dans un train, et Julius en sort vainqueur et meurt. Tito et Mary peuvent enfin s'aimer sans problème : l'homme savait tout depuis le début et était chargé de retrouver les voleurs et le butin. Avec la compensation de la compagnie d'assurance, ils partent ensemble pour New York.

## Fiche technique
- Titre original : Il burbero[1],[2],[3] (litt. « L'homme bourru »)
- Réalisation : Castellano et Pipolo
- Scénario : Castellano et Pipolo
- Photographie : Antonio Siciliano
- Montage : Pietro Scalia
- Musique : Mariano Detto
- Décors : Massimo Corevi
- Effets spéciaux : Giovanni Corridori
- Production : Mario et Vittorio Cecchi Gori
- Studio de production : Alexandra Film, C.G. Silver Film
- Pays de production :  Italie
- Langue originale : italien
- Format : couleurs - 1,85:1
- Genre : comédie d'aventures
- Durée : 101 minutes
- Dates de sortie :
  - Italie : 20 décembre 1986

## Distribution
- Adriano Celentano : Tito Torrisi
- Debra Feuer : Mary Cimino
- Jean Sorel : Giulio Machiavelli
- Angela Finocchiaro : Emilia, la secrétaire
- Mattia Sbragia : chef de bande
- Peppe Lanzetta : gangster aux cheveux longs
- Percy Hogan : gangster noir
- Franco Diogene : conducteur de train
- Enzo De Toma : gardien de nuit
- Francesco Scali : préposé à la morgue
- Iaia Forte : fille agressée dans le scénario SOS Polizia
- Michela Albanese : personnel d'enregistrement à l'aéroport de New York